# 沢野弘
沢野 弘（さわの ひろむ）は、日本の実業家。
NPO法人日本サービスマナー協会理事長、NPO法人　日本メンタルヘルスケアサポート協会　理事、株式会社ワイズプラス　代表取締役、エアラインスクール。5420斷翼破曉

## 経歴
大阪府出身。
関西大学商学部卒業。
大学卒業後、トヨタ自動車のセールスを3年経験。
営業力を買われ映像分野の専門学校へ引き抜かれ転職。
その後語学系の専門学校に移り、学生募集の責任者として様々な企画とWEBでの戦略学生募集を成功させる。
2005年に株式会社ワイズプラスを設立。
WEB戦略をベースとしたホームページ作成やインターネット広告の分野での独自企画で専門学校や大学を中心としたクライアントのコンサルティング業務を中心に活動。
2006年　航空業界を目指す人向けの応援サイト『エアネット』を公開し、
航空業界を目指す人対象のセミナーを大阪で開始。
2007年、エアラインスクール・エアネットの前身であるエアネット東京校を設立。
2008年、日本サービスマナー協会による『接客サービスマナー検定』を開始。
同年10月には日本サービスマナー協会が、『NPO法人日本サービスマナー協会』となり、大阪本部・東京本部を設置。
(設立日の10月30日がマナーの日と認定されている)
各種社員研修やマナー講師養成講座などを認定講座を開始。全国各地に認定を受けたマナー講師が多数在籍。
2010年　接客サービスマナー検定問題集を清文社より出版。
その後は毎年出版。
2011年　NPO法人日本サービスマナー協会名古屋支部設置。
2012年　NPO法人日本サービスマナー協会福岡支部設置。
2013年　NPO法人日本メンタルヘルスケアサポート協会設立と同時に理事として運営計画に携わる。
その他、執筆活動や講演活動を行いながら、日々新しい事に挑戦している。
私生活では、動物好きで知られ現在は2匹の猫を飼っており、自身のFacebookでも愛猫たちのかわいい写真を公開している。
またホテル好きでも知られ、年間100泊近く有名ホテルに滞在。
高級ホテルのサービスについても記事を投稿し、以前は連載も持っていた。

## 出版物
- 接客サービスマナー　ベーシックマニュアル　監修
- 使える！好かれる！ものの言い方伝え方マナーの便利帳　監修　(学研パブリッシング)
- おつきあい・気くばりマナーの便利帳　監修　(学研パブリッシング)
- きちんと！伝わる！文章の書き方身につく便利帳　監修　(学研パブッシング)